# Monsterfilm

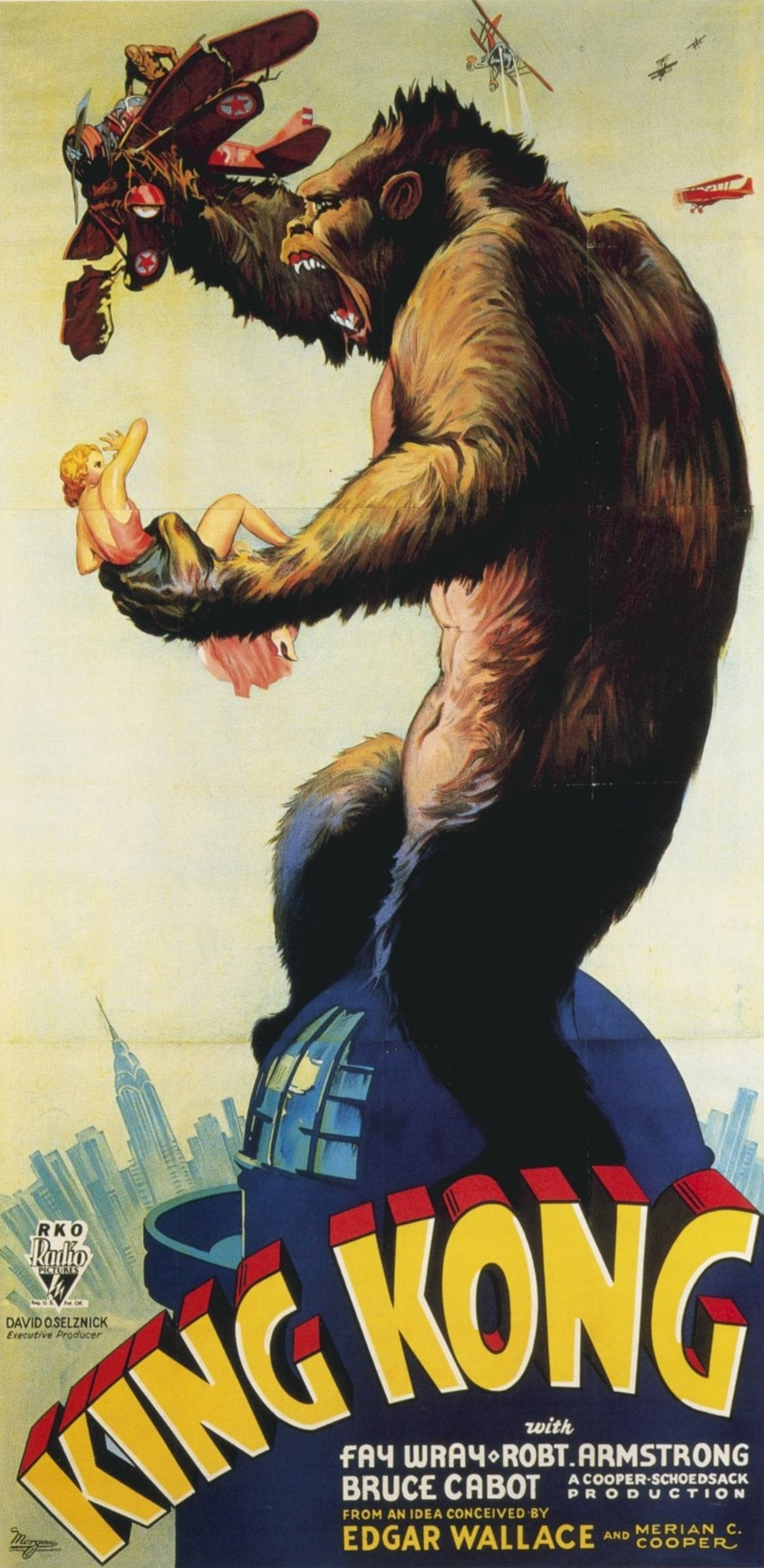
King Kong från 1933 är en av de mer kända monsterfilmerna.

En monsterfilm är ett begrepp som används för filmer främst inom genren skräck och science fiction som handlar om monster av olika slag. Det kan handla om övernaturliga varelser som vampyrer, varulvar, mumier och zombies men även om diverse djur som av någon anledning börjar attackera människor. Monsterfilm är ingen egentlig genre.
De mest kända monsterfilmerna är Nosferatu (1922), Dracula (1931), Frankenstein (1931), Frankensteins brud (1935), I Draculas klor (1958), King Kong (1933)
, Godzilla (1954) och Hajen (1975), samt Night of the Living Dead-serien.

## Monsterfilmens storhetstid
Monsterfilmens verkliga storhetstid inföll under 1930- och 50-talen. Många av skräckfilmerna från mitten av 1930-talet till det sena 1950-talet var lågbudgetfilmer som ofta blandade science fiction och skräck. Många av skräck- och science fiction-filmerna under 1950-talet handlade om hot från yttre rymden. De flesta av monsterfilmerna under 1950-talet var tonårsorienterade och avsedda för drive-in-biografer. Ett vanligt tema var jättelika muterade djur.
Detta var ju under det kalla kriget, då rädslan för kärnvapenkrig och dess följer var stor, men även tidpunkten för Joseph McCarthys jakt på kommunister i USA, och dessa science fiction- och skräckfilmer kan ses som ett svar på det.
Exempel på monsterfilmer från 1950-talet: Them! (1954), Skräcken i svarta lagunen (1954) och Flugan (1958).

### Fotnoter
1. ↑  Georg Cederskog (5 december 2005). ”Öm kvinnokarl i Kong size-version”. Dagens nyheter. http://www.dn.se/kultur-noje/film-tv/om-kvinnokarl-i-kong-size-version/. Läst 19 september 2016.